# Teariki Mateariki
Teariki Mateariki (12 de mayo de 1984) es un futbolista de las Islas Cook que juega como mediocampista en el Nikao Sokattack.

## Carrera
Desde 2004 juega en el Nikao Sokattack.

### Clubes
| Club               | País       | Año             |
| ------------------ | ---------- | --------------- |
| Nikao Sokattack FC | Islas Cook | 2004 - Presente |

### Selección nacional
Jugó 6 partidos para las Islas Cook. Y de los 5 goles que su selección convirtió en estos partidos, Mateariki hizo 4.